# Pitcairnia billbergioides
Pitcairnia billbergioides är en gräsväxtart som beskrevs av Lyman Bradford Smith. Pitcairnia billbergioides ingår i släktet Pitcairnia och familjen Bromeliaceae. Inga underarter finns listade i Catalogue of Life.